# 玻尔-莫勒鲁普定理
玻尔-莫勒鲁普定理（英語：Bohr–Mollerup theorem）是基础数学分析中刻划Γ函数性质的一个定理，由丹麦数学家哈拉尔德·玻尔和约翰尼斯·莫勒鲁普（Johannes Mollerup）证明。该定理指出在x > 0的区间上，Γ函数
{\displaystyle \Gamma (x)=\int _{0}^{\infty }t^{x-1}e^{-t}\,dt}
是唯一同时满足以下3条性质的函数 f ：
- f (1) = 1。
- 对一切的x > 0，有 f (x + 1) = x f (x)。
- f 是對數凸函數。

定理最早是出现在一本复分析教科书中，当时玻尔和莫勒鲁普都以为这是一个人们肯定已经知道的结果。

## 价值
一方面这个定理给出了一个函数是Γ函数的简明充要条件。另一方面，阶乘运算虽存在不止一种解析延拓，但此定理表名其中只有Γ函数能满足對數凸性。